# Paramount Networks France
 (juillet 2025).
Si vous disposez d'ouvrages ou d'articles de référence ou si vous connaissez des sites web de qualité traitant du thème abordé ici, merci de compléter l'article en donnant les références utiles à sa vérifiabilité et en les liant à la section « Notes et références ».
Paramount Networks France initalement MTV Networks France, Viacom International Media Networks France puis ViacomCBS International Media Networks France, est la filiale française du groupe Paramount Networks EMEAA, elle-même filiale à l'international du conglomérat de médias américain Paramount Global. Créé en 1998, le service commercialise un bouquet de 9 chaînes thématiques payantes axées sur la musique, le divertissement et la jeunesse, diffusées sur le câble, le satellite, l'ADSL et les réseaux de téléphonie mobile : MTV, MTV Hits, Game One, Comedy Central, Nickelodeon, Nickelodeon Teen, Nickelodeon Junior, J-One, BET et Paramount Channel.

## Histoire
Les années 2006 et 2007 marquent le repositionnement de la chaîne Game One, jusqu'alors uniquement centrée sur la culture jeux-vidéo. Elle aborde désormais l'ensemble des sujets touchant aux nouvelles technologies et à la culture du numérique dans son ensemble.
MTV Networks France investit également l'environnement numérique en lançant des chaînes destinées à la téléphonie mobile (MTV Scan et MTV Shake ton booty), des podcasts vidéo, une plateforme de VOD gratuite (Mon MTV et Mon Game One sur les sites web des chaînes), une plateforme de User Generated Content (« Vos Vidéos ») et des téléphones mobiles (MTV 3.0 et MTV 3.3).
Mon Nickelodeon Junior est lancé sur CanalSat en juin 2012. En juin 2013, le groupe Viacom annonce officiellement l'arrivée de Paramount Channel, le 5 septembre 2013. Le lancement de J-One s'effectue le 4 octobre 2013 à 18h30 sur Canalsat ainsi que sur Numericable. Le 17 novembre 2015 les chaînes MTV Base, MTV Pulse et MTV Idol sont regroupées et deviennent MTV Hits. Antérieurement diffusée sur MTV Base, la chaîne BET est lancée en même temps. Lors des attentats terroristes de 2015, toutes les chaînes du groupe portèrent le bandeau noir en hommage aux victimes, les trois chaînes Nickelodeon comprises. En mars 2016, MTV +1 disparaît et Nickelodeon +1 est lancée. En juin 2016 est lancée Paramount Channel Décalé. En septembre 2016 Game One Music HD s'arrête. Le 26 août 2017, Nickelodeon 4Teen est renommée Nickelodeon Teen.
Le 30 septembre 2018, Thierry Cammas annonce dans une entrevue avec Le Figaro que Comedy Central sera lancée en France le 4 octobre 2018. L'intégralité des chaînes de VIMN sont disponibles sur l’ensemble des réseaux de SFR depuis le 11 avril 2019.
Dès lors, les chaînes de ViacomCBS Media Networks France précédemment en exclusivité avec Canal+ comme J-One, Nickelodeon, MTV et MTV Hits sont désormais distribuées chez les opérateurs internet, notamment Free depuis le 19 novembre 2019 et chez Bouygues Telecom depuis le 28 janvier 2020. Depuis le 28 novembre 2019, les chaînes du groupe sont disponibles dans Molotov TV avec le bouquet Extended[source secondaire souhaitée].

## Activités du groupe

### Chaînes européennes diffusées en France
| Logo | Nom      | Création       | Note                     |
| ---- | -------- | -------------- | ------------------------ |
|      | Club MTV | 1er juin 2020  | Anciennement MTV Dance   |
|      | MTV 80s  | 5 octobre 2020 | Anciennement VH1 Classic |
|      | MTV 90s  | 5 octobre 2020 | Anciennement MTV Rocks   |
|      | MTV 00s  | 2 août 2021    | Anciennement VH1         |

### Chaînes de télévision disparues
| Logo | Chaîne            | Date de création | Date de disparition | Note                         |
| ---- | ----------------- | ---------------- | ------------------- | ---------------------------- |
|      | MTV Idol          | 30 novembre 2005 | 17 novembre 2015    | Remplacées par MTV Hits (HD) |
|      | MTV Pulse         | 30 novembre 2005 | 17 novembre 2015    | Remplacées par MTV Hits (HD) |
|      | MTV Base          | 21 décembre 2007 | 17 novembre 2015    | Remplacées par MTV Hits (HD) |
|      | MTV +1            | 2008             | mars 2016           |                              |
|      | Game One Music HD | juin 2009        | septembre 2016      |                              |
|      | Game One Music 3D | 24 mars 2011     |                     |                              |
|      | Nickelodeon Teen  | 19 novembre 2014 | 15 juillet 2025     | Remplacée par NickToons (HD) |

### Services de télévision
| Logo | Services               | Date de création | Date de disparition |
| ---- | ---------------------- | ---------------- | ------------------- |
|      | Mon Nickelodeon Junior | septembre 2012   | 25 janvier 2022     |
|      | myMTV                  | 17 novembre 2015 | 25 janvier 2022     |